# 스릴러 영화
스릴러 영화(thriller film)는 관객의 긴장감이나 불안감을 부추기는 것을 지향하는 영화이다. 때때로 공포감의 증폭에도 연결되기 때문에, 공포 영화나 미스터리 영화와 인접한 작품도 많다. 관객에게 흥분과 서스펜스를 불러일으키는 광범위한 영화 장르이다. 대부분의 영화 줄거리에서 발견되는 서스펜스 요소는 이 장르에서 영화 제작자에 의해 특별히 활용된다. 긴장은 관객이 불가피하다고 보는 것을 지연시킴으로써 생성되며, 위협적이거나 탈출이 불가능해 보이는 상황을 통해 고조된다.
관객으로부터 중요한 정보를 은폐하거나, 싸움과 추격 장면은 일반적인 방법이다. 주인공이 위험한 상황에 들어서고 있다는 것을 깨닫지 못하는 것과 같이 스릴러 영화에서는 일반적으로 생명이 위협받는다. 스릴러 영화의 등장인물들은 서로 갈등하거나, 때로는 추상적일 수도 있는 외부 세력과 갈등한다. 주인공은 일반적으로 탈출, 임무, 또는 미스터리와 같은 문제에 직면한다.
각본가이자 학자인 에릭 R. 윌리엄스는 스릴러 영화를 자신의 각본가 분류법에서 11개의 슈퍼 장르 중 하나로 식별하며, 모든 장편 내러티브 영화는 이러한 슈퍼 장르로 분류될 수 있다고 주장한다. 다른 10개의 슈퍼 장르는 액션 영화, 범죄 영화, 판타지 영화, 공포 영화, 로맨스 영화, SF 영화, 슬라이스 오브 라이프, 스포츠 영화, 전쟁 영화, 서부극이다. 스릴러 영화는 일반적으로 다른 슈퍼 장르와 혼합된다. 혼합된 장르는 일반적으로 액션 스릴러, 판타지 및 SF 스릴러를 포함한다. 스릴러 영화는 긴장을 유발한다는 점에서 공포 영화와도 밀접한 관계를 공유한다. 범죄에 대한 줄거리에서 스릴러 영화는 범죄자나 형사보다는 서스펜스를 생성하는 데 더 중점을 둔다. 일반적인 주제로는 테러, 정치적 음모, 추격, 살인으로 이어지는 삼각관계 등이 있다.
2001년, 미국 영화 연구소(AFI)는 역대 최고의 미국 "심장이 두근거리는" "아드레날린이 솟구치는" 영화 100편을 선정했다. 후보에 오른 400편의 영화는 "미국 영화 유산을 활기차고 풍요롭게 한" 스릴이 있는 미국 제작 영화여야 했다. AFI는 또한 심사위원들에게 "영화 예술과 기술의 총체적인 아드레날린 유발 효과"를 고려하도록 요청했다.